# Palazzo INA (Rovigo)
Il palazzo dell'INA (Istituto Nazionale Assicurazioni) è un edificio che sorge lungo il Corso del Popolo, a Rovigo. Costruito durante il Ventennio fascista, fece parte del piano regolatore della città, che cambiò nel suo insieme la fisionomia urbanistica di Rovigo.

## Storia
Nella zona occupata oggigiorno dal Palazzo, sorgevano altri edifici, tra cui la chiesetta di San Rocco e la casa "ex-Foresti". Inoltre l'attuale Corso del Popolo, su cui si affaccia il Palazzo INA, non era ancora stato bonificato, ed era attraversato dall'Adigetto, a quel tempo considerato ancora canale navigabile. L'area era quindi luogo di culto e centro di scambi commerciali, dove la popolazione scambiava prodotti agricoli provenienti dalle campagne circostanti.

## Descrizione
Dopo l'acquisto degli immobili preesistenti, l'Istituto Nazionale Assicurazioni (INA) procedette alla loro demolizione per fare spazio alla sua sede. La casa "ex-Foresti", che apparteneva alla famiglia Angeli, fu ceduta al Comune per volontà del conte Domenico Angeli nel 1873, per farne la nuova sede comunale insieme al palazzo del nobile rodigino. In realtà la casa fu abbattuta per far spazio al Palazzo dell'INA e Palazzo Angeli, residenza della famiglia Angeli, fu sede della V legione della Milizia Volontaria per la Sicurezza Nazionale (camicie nere).
L'inaugurazione dei lavori fu presieduta dal segretario del Partito Nazionale Fascista (PNF), Giovanni Marinelli.
Il 5 giugno 1938 ebbero inizio i lavori, che si conclusero con l'inaugurazione avvenuta nello stesso anno.
L'ingegnere responsabile della costruzione fu Tullio Silvestri, incaricato dall'INA con l'approvazione della Sovrintendenza per l'Arte Medievale e Moderna di Venezia. L'edificio ha una struttura imponente, con grandi arcate che delimitano un lungo porticato sul lato che dà su via Angeli. Sulla stessa facciata è presente anche un bassorilievo di Virgilio Milani, dal titolo la Famiglia, scolpito nel 1941. Successivamente l'angolo sotto il portico tra via Trento e via Angeli fu adibito a rifugio anticrollo per civili e militari.

## Galleria d'immagini

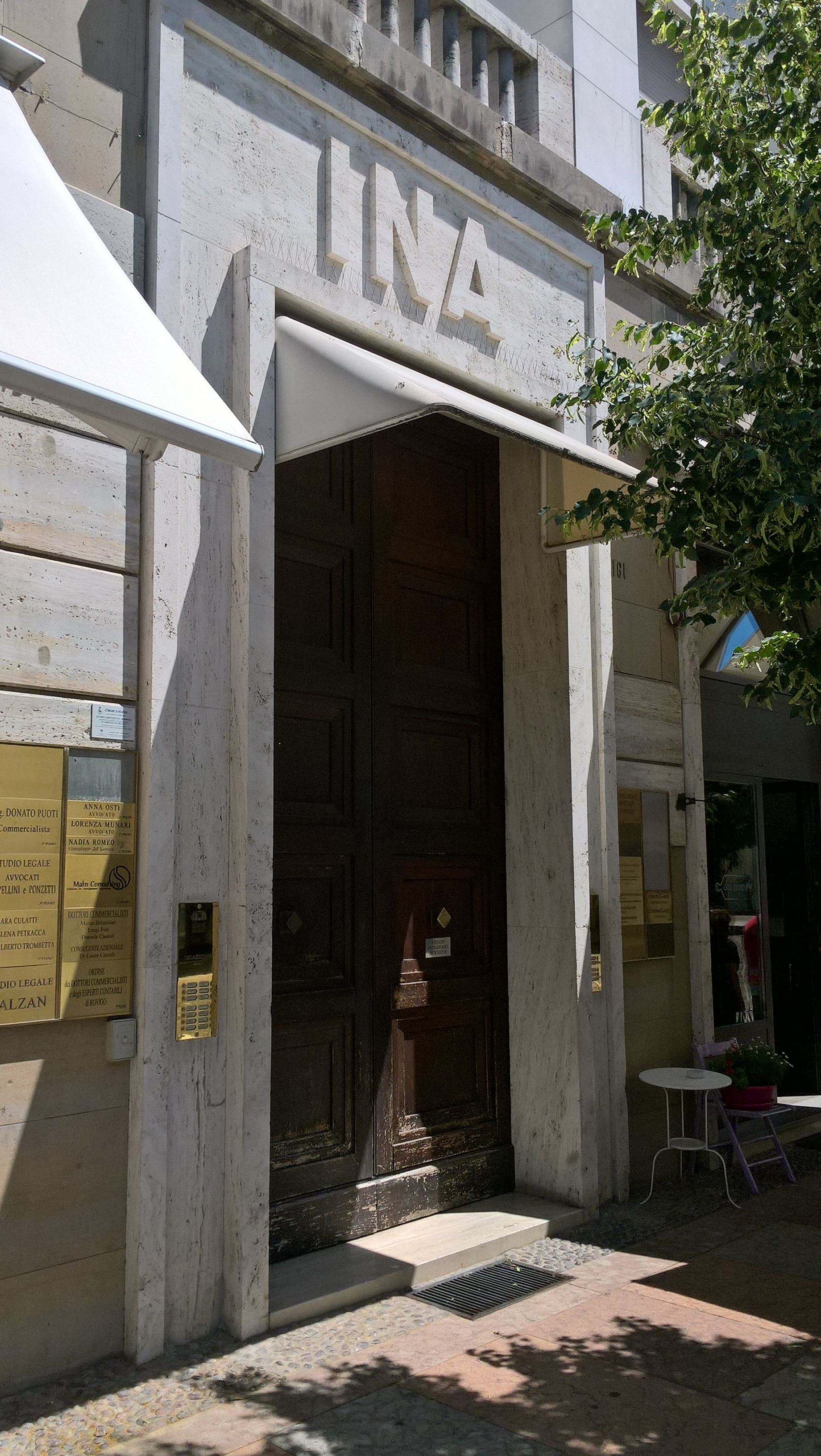
Corso del Popolo, portale d'ingresso al palazzo.
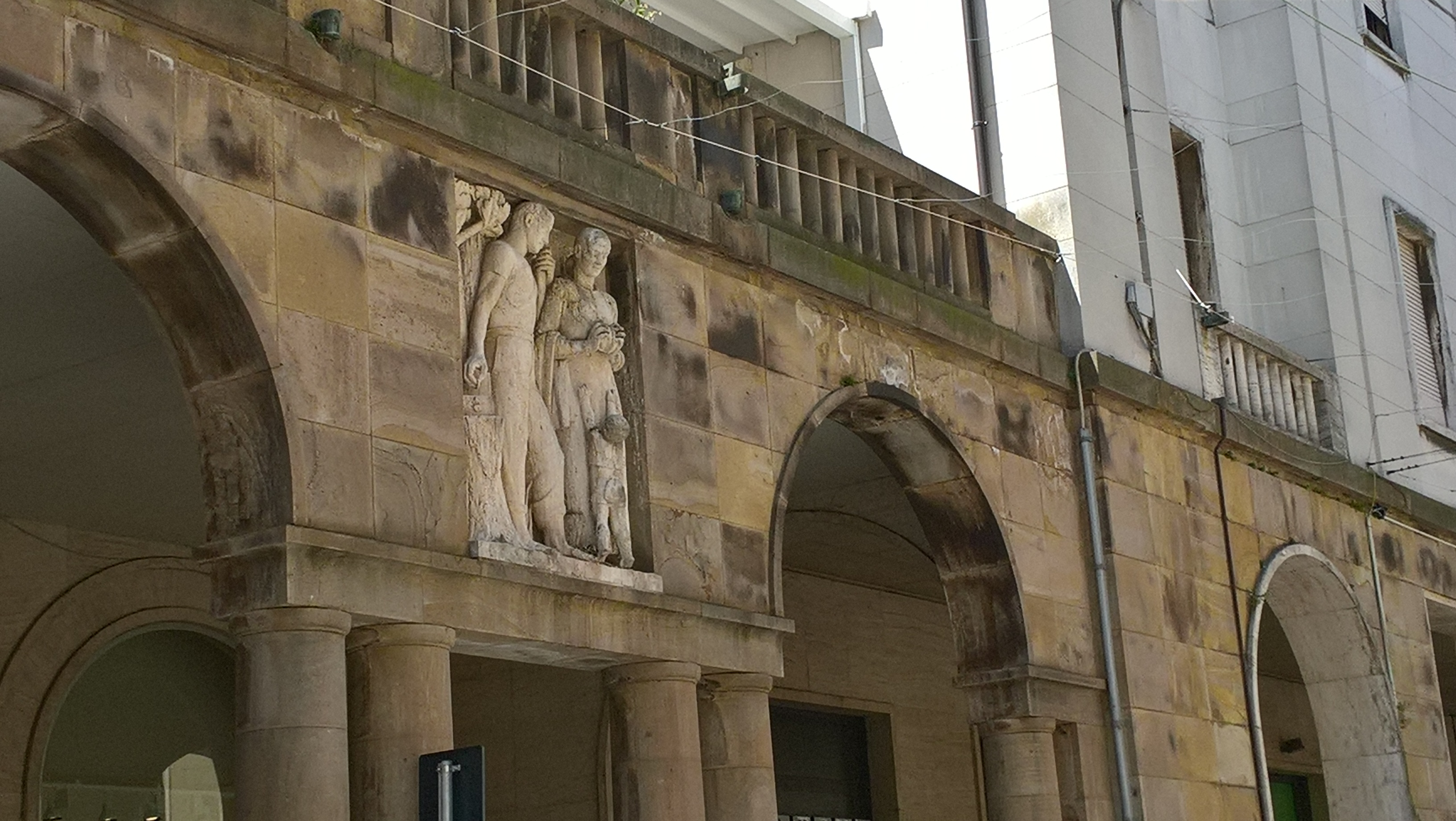
Scorcio posteriore del Palazzo INA da via Domenico Angeli.
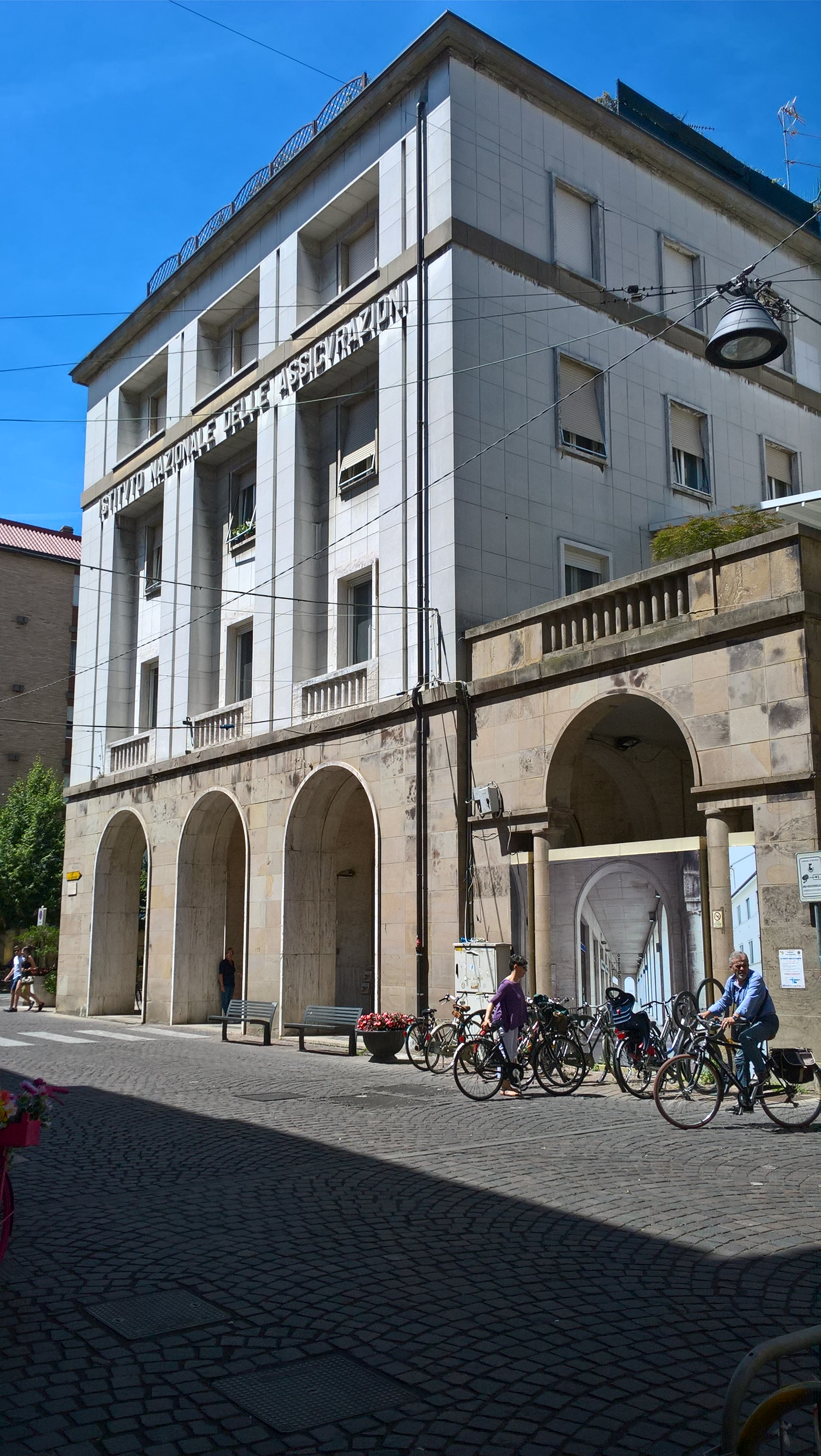
Lato destro affacciato a via Giuseppe Laurenti.